# Нюи-Сен-Жорж (кантон)
Нюи-Сен-Жорж (фр. Nuits-Saint-Georges) — кантон во Франции, находится в регионе Бургундия. Департамент кантона — Кот-д’Ор. Входит в состав округа Бон. Население кантона на 2006 год составляло 14 696 человек.
Код INSEE кантона — 2124. Всего в кантон Нюи-Сен-Жорж входят 25 коммун, из них главной коммуной является Нюи-Сен-Жорж.

## Коммуны кантона
- Ажанкур — население 400 чел.
- Арсенан — население 474 чел.
- Аржийи — население 444 чел.
- Бонкур-ле-Буа — население 263 чел.
- Шо — население 388 чел.
- Комбланшьен — население 678 чел.
- Корголуэн — население 959 чел.
- Флаже-Эшезо — население 500 чел.
- Фюссе — население 105 чел.
- Жерлан — население 395 чел.
- Жийи-ле-Сито — население 595 чел.
- Маньи-ле-Вилле — население 258 чел.
- Маре-ле-Фюссе — население 72 чел.
- Мёйе — население 455 чел.
- Нюи-Сен-Жорж — население 5320 чел.
- Премо-Приссе — население 351 чел.
- Кенсе — население 390 чел.
- Сен-Бернар — население 352 чел.
- Сен-Никола-ле-Сито — население 463 чел.
- Виллар-Фонтен — население 134 чел.
- Вильбишо — население 333 чел.
- Вилле-ла-Фей — население 402 чел.
- Вилли-ле-Мутье — население 305 чел.
- Вон-Романе — население 444 чел.
- Вужо — население 216 чел.